# تام استرن (فیلم‌بردار)
تام استرن (انگلیسی: Tom Stern؛ زادهٔ ۱۶ دسامبر nil) یک مدیر فیلم‌برداری اهل ایالات متحده آمریکا است.